# Born 2 B-Tight
Born 2 B-Tight ist das sechste Soloalbum des deutschen Rappers B-Tight. Es erschien am 8. Januar 2016 über das Label Jetzt Paul als Standard-Edition auf CD und zudem als limitierte Fan-Edition auf Schallplatte und Kassette. Der Vertrieb wird von Groove Attack übernommen.

## Hintergrund
Nachdem B-Tight im Jahr 2012 mit Drinne ein Rockalbum veröffentlichte, kehrte der Künstler ein Jahr vor Veröffentlichung von Born 2 B-Tight mit dem Album Retro zu seinem eigentlichen Musikstil zurück. Via Facebook kündigte der Rapper Anfang Oktober 2015 das bevorstehende Album an. Die Titelliste wurde von dem Künstler am 3. Januar 2016, wenige Tage vor der Album-Veröffentlichung, ebenfalls via Facebook veröffentlicht.

## Covergestaltung
Das Albumcover erinnert an das Cover des Nirvana-Albums Nevermind, auf dem ein nacktes Kind im Wasser einem Geldschein an einem Angelhaken hinterherschwimmt. B-Tight ist auf dem Cover ebenfalls unbekleidet und schwimmt in einem Schwimmbad einem Angelhaken entgegen, an dem ein Joint hängt. Über und unter dem Interpreten befindet sich auf dem Cover der Name des Albums.

## Titelliste
| #  | Titel                | Gastmusiker               | Länge |
| -- | -------------------- | ------------------------- | ----- |
| 1  | Born 2 B-Tight       |                           | 3:11  |
| 2  | Retro bleiben        |                           | 3:05  |
| 3  | Ich war’s nicht      |                           | 3:07  |
| 4  | W                    | Plusmacher, L Cubano      | 4:39  |
| 5  | Weg des Kriegers     | Battlerapp, Blokkmonsta   | 4:21  |
| 6  | Ergreif deine Chance |                           | 4:14  |
| 7  | Letzte Runde         |                           | 3:01  |
| 8  | Sein wie Ich         | Max P.                    | 3:29  |
| 9  | Ready 4 Action       | Evil Jared Hasselhoff, JC | 2:35  |
| 10 | Achtung!             | Harris, Italo Reno        | 3:21  |
| 11 | Lichter der Nacht    | Shizoe                    | 3:22  |
| 12 | Wenn ich groß bin    |                           | 3:33  |
| 13 | Ein Traum            |                           | 3:39  |
| 14 | Neue Welt            |                           | 4:11  |
| 15 | Zu früh              |                           | 2:53  |
| 16 | Grenzenlos           | Lativ                     | 3:42  |

## Musikvideos
Am 18. November 2015 erschien mit Born 2 B-Tight das erste Musikvideo zu einem Song des gleichnamigen Albums auf dem offiziellen YouTube-Kanal des Künstlers. Am 11. Dezember 2015 veröffentlichte B-Tight mit Ich war’s nicht die zweite Videoauskopplung des Albums auf YouTube. Das Video wurde eine Woche zuvor durch ein 17 Sekunden langes Snippet angekündigt. Nachdem am 25. Dezember 2015 das offizielle Snippet zum kompletten Album auf dem YouTube-Kanal B-Tights und vier Tage später ein Teaser zu Lichter der Stadt erschien, veröffentlichte der Rapper am 31. Dezember 2015 die letzte Videoauskopplung des Albums.

## Charterfolge
Born 2 B-Tight stieg in Deutschland auf Platz sechs der Albumcharts ein. In Österreich und der Schweiz konnte das Album in der ersten Chartwoche Rang 46 bzw. 61 belegen.

## Rezeption
Die Redaktion der E-Zine laut.de bewertete das Album mit 3 von 5 möglichen Punkten. Kritisiert wird, dass sich Born 2 B-Tight inhaltlich kaum von den Alben anderer Rapper abhebe, weil „gefühlt mindestens jede zweite Deutschrap-Veröffentlichung genau diesem Themenkanon“ folge. Die Produktion der Titel Wenn ich groß bin und Neue Welt werde ebenfalls bemängelt und als „tausendfach gehörte Synthies“ bzw. „Plastikbeat“ bezeichnet. Autorin Dani Fromm moniert des Weiteren den Song Weg des Kriegers, „weil der Track inhaltlich natürlich schon den ganz großen Blödsinn“ auffahre. Feature-Gast Blokkmonsta wird als „Karikatur seiner selbst als Schreckgespenst“ beschrieben. Lobende Worte findet die Autorin für den Titel Achtung! und die Feature-Partner Harris und Italo Reno sowie für die Produktion des Stücks Ready 4 Action.
Sven Aumiller von MZEE.com kam in seiner Kritik zu dem Schluss, dass B-Tight musikalisch auf „das altbekannte Rezept aus schallenden Drums und Oldschool-Synthie‘s“ zurückgreife, dem er dann den „immer schon notwendige[n] Charthit“ hinzufüge. Eine Kombination, die „vielleicht vier, fünfs Tracks“ aber nicht auf Albumlänge gut gehe. Für die Hörerschaft, die allerdings immer noch darauf stehe, zieht der Aumiller das Fazit, dass sie „mit B-Tights neuem Album weiterhin ihre helle Freude“ haben werden. Für den Rest gelte, dass man einsehen solle, „dass mittlerweile ganz andere das Gras weggeraucht haben.“